# ماركوس ريفاس
ماركوس ريفاس (بالإسبانية: Marcos Rivas Barrales)‏ هو لاعب كرة قدم مكسيكي في مركز الوسط، ولد في 25 نوفمبر 1947 في مدينة مكسيكو في المكسيك. شارك مع منتخب المكسيك لكرة القدم. أما مع النوادي، فقد لعب مع كلوب ليون ونادي أتلانتي ونادي جامعة غوادالاخارا.

## وصلات خارجية
- ماركوس ريفاس على موقع قاعدة بيانات كرة القدم.إي يو (الإنجليزية)
- ماركوس ريفاس على موقع ناشيونال فوتبول تيمز (الإنجليزية)
- ماركوس ريفاس على موقع عالم كرة القدم.نت (الإنجليزية)